# Circuit urbà de Bakú
El Circuit urbà de Bakú (àzeri: Bakı Şəhər Halqası) és un circuit urbà de carreres que s'està construint a la ciutat de Bakú (Azerbaidjan), que es construirà prop de Bakú Boulevard. Acollirà el Gran Premi d'Europa de la temporada 2016 de Fórmula 1.

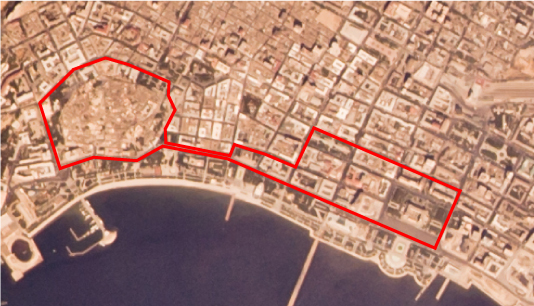
Aerofotografia del Circuit.

## Història

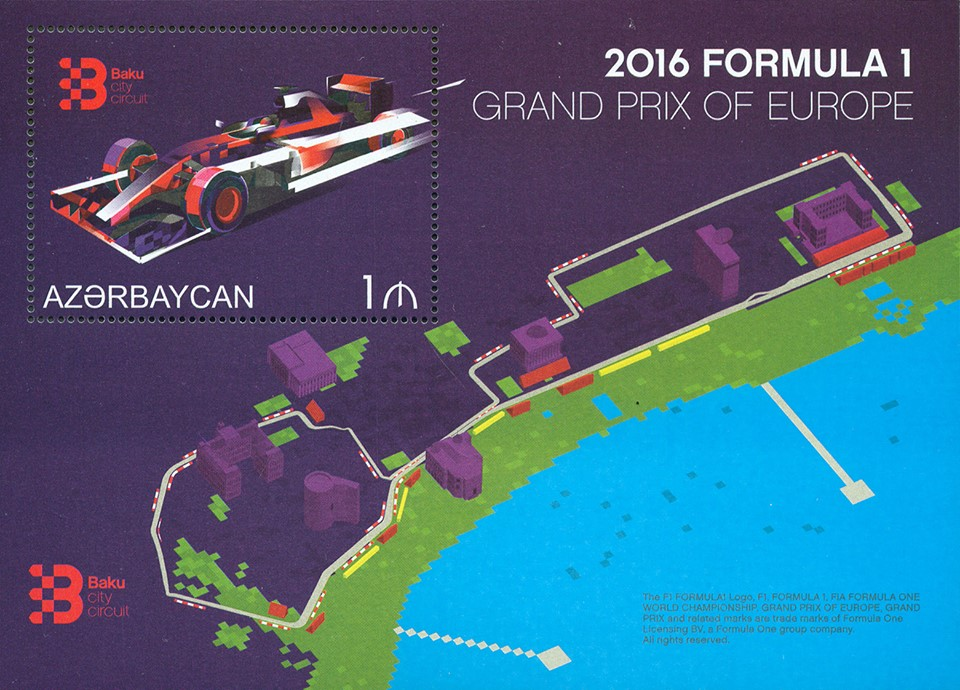

### City Challenge i World Challenge
L'any 2012, Bakú va albergar el City Challenge Baku, una carrera de gran turismes de la classe GT3 realitzada al voltant de la Casa de Govern.
A la ciutat es va disputar la cursa final del Campionat FIA GT de 2013 i la Blancpain Sprint Series de 2014, en aquesta ocasió en un traçat prop de la Plaça de la bandera nacional.

### Desenvolupament
El desembre de 2013, el president i amo de la Fórmula 1 Bernie Ecclestone va anunciar la disputa d'una carrera a l'Azerbaidjan, i va suggerir que la carrera se celebraria l'any 2016, però més tard va dir que els organitzadors del Gran Premi de Corea estaven incomplint de contracte i que es traslladava la seva organització l'any 2015. No obstant això, al juliol de 2014 es va anunciar que el debut de la carrera seria oficialment l'any 2016.

### Construcció i disseny
El traçat del circuit ha estat dissenyat per l'arquitecte Hermann Tilke i utilitzarà la plaça Azadliq, l'Avinguda Neftchilar, part de la Casa de Govern i la Torre de la Donzella, llocs d'interès turístic de la ciutat per a la carrera.

## Resultats del Gran Premi d'Europa a Bakú
| Any                                                        | Pilot                                                      | Equip                                                      | Resultats                                                  |
| Vegeu resultats edicions anteriors del Gran Premi d'Europa | Vegeu resultats edicions anteriors del Gran Premi d'Europa | Vegeu resultats edicions anteriors del Gran Premi d'Europa | Vegeu resultats edicions anteriors del Gran Premi d'Europa |
| ---------------------------------------------------------- | ---------------------------------------------------------- | ---------------------------------------------------------- | ---------------------------------------------------------- |
| 2016                                                       | Nico Rosberg                                               | Mercedes                                                   | Resultats                                                  |